# Kamenica (Dimitrovgrad)
Pour les articles homonymes, voir Kamenica.
Kamenica (en serbe cyrillique : Каменица) est un village de Serbie situé dans la municipalité de Dimitrovgrad, district de Pirot. Au recensement de 2011, il comptait 13 habitants.

## Démographie

### Évolution historique de la population
| 1948 | 1953 | 1961 | 1971 | 1981 | 1991 | 2002 | 2011 |
| ---- | ---- | ---- | ---- | ---- | ---- | ---- | ---- |
| 365  | 346  | 263  | 182  | 98   | 61   | 30   | 13   |

|  |